# Anastoechus miscens
Anastoechus miscens är en tvåvingeart som först beskrevs av Walker 1871.  Anastoechus miscens ingår i släktet Anastoechus och familjen svävflugor. Inga underarter finns listade i Catalogue of Life.